# Campionato mondiale militare di scherma 1990
Il Campionato mondiale militare di scherma del 1990 ("1990 World Military Fencing Championships") è stato organizzato dalla Federazione internazionale della scherma e si è svolto a Berna in Svizzera dal 16 al 23 settembre.
Nel fioretto, si sono aggiudicati i titoli di campione e campionessa mondiale militare il tedesco Thorsten Becker, che ha battuto in finale l'italiano Alessandro Puccini, e l'elvetica Isabelle Kellerhals che ha avuto la meglio sulla francese Isabelle Tuduri-Ep-Gorse.
Nella spada l'elvetico Olivier Jaquet ha battuto in finale l'austriaco Arno Strohmeyer, ottenendo il titolo mondiale militare maschile, mentre tra le donne la francese Isabelle Tuduri-Ep-Gorse ha superato l'elvetica Dagmar Halbherr.
Nella sciabola il francese Laurent Couderc prevale sull'italiano Davide Lucchina.
Nel campionato mondiale militare a squadre maschili, la nazionale tedesca ha prevalso nella finale del fioretto contro l'Austria, mentre la nazionale svizzera ha vinto nella spada contro la formazione austriaca, ed infine la nazionale francese ha avuto la meglio sulla compagine italiana nella sciabola.
Nel campionato mondiale militare a squadre femminili, la nazionale svizzera ha prevalso nella finale del fioretto contro la Francia, la Francia ha vinto nella spada contro la compagine svizzera.

## Podi

### Uomini
| Specialità  | Oro                                     | Argento                   | Bronzo                                 |
| Individuali |                                         |                           |                                        |
| Fioretto    | Thorsten Becker                         | Alessandro Puccini        | Joachim Wendt                          |
| Spada       | Olivier Jaquet                          | Arno Strohmeyer           | Gernot Bonkat                          |
| Sciabola    | Laurent Couderc                         | Davide Lucchina           | Johannes Hradez                        |
| A squadre   |                                         |                           |                                        |
| Fioretto    | Germania Thorsten Becker Daniel Erdös - | Austria Joachim Wendt -   | Italia Mauro Numa Alessandro Puccini - |
| Spada       | Svizzera Olivier Jaquet -               | Austria Arno Strohmeyer - | Germania Gernot Bonkat -               |
| Sciabola    | Francia Laurent Couderc -               | Italia Davide Lucchina -  | Austria Johannes Hradez -              |

### Donne
| Specialità  | Oro                                            | Argento                                                     | Bronzo               |
| Individuali |                                                |                                                             |                      |
| Fioretto    | Isabelle Kellerhals                            | Isabelle Tuduri-Ep-Gorse                                    | Dagmar Halbherr      |
| Spada       | Isabelle Tuduri-Ep-Gorse                       | Dagmar Halbherr                                             | Linda Lebon          |
| A squadre   |                                                |                                                             |                      |
| Fioretto    | Svizzera Dagmar Halbherr Isabelle Kellerhals - | Francia Isabelle Tuduri-Ep-Gorse -                          | Paesi Bassi -        |
| Spada       | Francia Isabelle Tuduri-Ep-Gorse -             | Svizzera Carole Blanc Dagmar Halbherr Isabelle Kellerhals - | Belgio Linda Lebon - |

## Medagliere
| Pos.   | Nazione     | Oro | Argento | Bronzo | Totale |
| ------ | ----------- | --- | ------- | ------ | ------ |
| 1      | Svizzera    | 4   | 2       | 1      | 7      |
| 2      | Francia     | 4   | 2       | 0      | 6      |
| 3      | Germania    | 2   | 0       | 2      | 4      |
| 4      | Austria     | 0   | 3       | 3      | 6      |
| 5      | Italia      | 0   | 3       | 1      | 4      |
| 6      | Belgio      | 0   | 0       | 2      | 2      |
| 7      | Paesi Bassi | 0   | 0       | 1      | 1      |
| Totale | Totale      | 10  | 10      | 10     | 30     |